# Haraszti György (történész)
Haraszti György (Nyíregyháza, 1947. január 11. – ?, 2023. május 17.) magyar történész, judaista.

## Élete
Eredetileg vegyészmérnöknek tanult a Budapesti Műszaki Egyetemen, ilyen diplomát is szerzett 1970-ben. 1973-ban biokémiai doktorátust csinált. Ezt követően döntötte el, hogy mégis inkább történészként akar dolgozni, ezért beiratkozott az Eötvös Loránd Tudományegyetem Bölcsészettudományi Karára. Itt 1981-ben történészi diplomát szerzett. 2004-ben történelem-vallásbölcseletből PhD fokozatot, 2005-ben habilitációt szerzett az Országos Rabbiképző – Zsidó Egyetemen.
1982-től Budapest Főváros Levéltárában, 1987-től az Eötvös Loránd Tudományegyetem dolgozott 2012-es nyugdíjazásáig, kivéve az 1992 és 1997 közötti időt, amikor az Amerikai Alapítványi Iskola és Gimnázium főigazgatója volt, és 1994–1998 között a Magyar–Zsidó Levéltár igazgatója volt. 1998-tól ELTE egyetemi munkájával párhuzamosan az Országos Rabbiképző Intézet – Zsidó Egyetemen a Történelem- és Vallásbölcseleti Tanszék vezetését, illetve több folyóirat szerkesztését is ellátta. Doktori témavezetéseket is vállalt. 2011-től a Holokauszt Dokumentációs Központ és Emlékgyűjtemény Közalapítvány kuratóriumának elnöke, 2018 és 2020 között az Erzsébetvárosi Zsidó Történeti Tár kuratóriumi elnöke volt.
Fő kutatási területe a magyarországi zsidóság története volt. 1996-ban a Magyar Köztársasági Arany Érdemkeresztjével, 2003-ban Scheiber Sándor-díjjal ismerték el munkásságát.
2023-ban hunyt el 76 éves korában. A Farkasréti temetőben helyezték nyugalomra.

## Művei

### Könyvek
- Magyar zsidó levéltári repertórium I/A-B. Hazai levéltárak zsidó vonatkozású anyagának áttekintése a kiadott levéltári segédletek alapján, MTA Judaisztikai Kutatócsoport, Budapest, 1993, (a katalógusokban formailag hibás ISBN-nel szerepel) ISBN 963-4750-76-9 (Hungaria Judaica 2.)[6]
- Két világ határán. Magyar Zsidó Történelem, Múlt és Jövő, 1999, ISBN 963-9171-16-6 (Múlt és Jövő könyvek)[7]
- (szerk. Fogarasi Katalinnal közösen) Zsidó síremlékek Budapesten, Nemzeti Kegyeleti Bizottság, Budapest, 2004, ISBN 963-214-895-9[8]
- Auschwitzi jegyzőkönyv, Múlt és Jövő Lap- és Könyvkiadó, Budapest, 2005, ISBN 9639512087[9] (újabb kiadás: 2016)[10]
- Hágár országában. Hitközség-történeti monográfiák, (nagyobb) helytörténeti tanulmányok és leírások a történeti Magyarország zsidó közösségeiről, MTA–Orzse Zsidó Kultúratudományi Kutatócsoport-Országos Rabbiképző–Zsidó Egyetem, Budapest, 2008, ISBN 978-963-86673-6-6 (Magyar Zsidó Szemle füzetek 1.)[11]
- Pannóniától Magyarországig. A magyarországi zsidóság annotált kronológiája az előidőktől napjainkig I. Hágár földjén: A kezdetektől az ország három részre szakadásáig, MTA Bölcsészettudományi Kutatóközpont Történettudományi Intézet, Budapest, 2014, ISBN 978-963-9627-67-3 (Magyar történelmi emlékek–Adattárak-sorozat)
- (társszerzőkkel) A magyarországi zsidóság története, Szent István Társulat, Budapest, 2018[12]

### Könyvrészletek
- A magyarországi zsidóság rövid történet In: Magyar megfontolások a Soáról, Balassi Kiadó – Magyar Pax Romana Fórum – Pannonhalmi Főapátság, Budapest–Pannonhalma, 1999, ISBN 963-506-300-8[13]

### Kéziratban
- Megszabadulástól rendszerváltásig 1945–2000. A magyar zsidóság történetének vázlata a második világháború végétől napjainkig, Budapest, 2001[14]

### Egyéb munkák
Elkészítette a magyarországi cionizmus történetének válogatott bibliográfiáját a következő tanulmányában: 
- Odesszától Baselig, Bécstől Jeruzsálemig avagy a historiográfia diszkrét bája In: Múlt és Jövő, 1993, 101-106. o.[15]

Ellenőrizte a héber szavak átírását és a kronológiát Gyurgyák János A zsidókérdés Magyarországon című művében.